# Ферран (футболист)
Карлос Вагнер Гуларте Фильо (порт. Carlos Vagner Gularte Filho; род. 29 октября 1990, Шапеко, Санта-Катарина), более известный как Ферран (порт. Ferrão) — бразильский игрок в мини-футбол. Игрок казахстанского клуба «Семей» и сборной Бразилии.

## Биография
Ферран начинал карьеру в бразильском чемпионате. В 2010 году он выступал за «Крону». В феврале 2011 покинул Бразилию, перебрался в российский чемпионат, став игроком «Тюмени». Вскоре он стал одним из лидеров команды и любимцем болельщиков.
В 2009 году впервые получил вызов в сборную Бразилии. В её составе он принял участие в товарищеских матчах.
В 2014 году перешёл в испанский мини-футбольный клуб «Барселона».
Последний сезон в «Барсе» фактически пропустил из-за тяжёлой травмы. В 2024 году перешёл в клуб «Семей», который на тот момент был действующим чемпионом Казахстана.
В финале чемпионата мира 2024 года забыл первый из двух голов сборной Бразилии в ворота Аргентины.

## Достижения

### Командные
«Барселона»
- Чемпион Испании по мини-футболу: 2018/19, 2020/21
- Обладатель Кубка Испании по мини-футболу: 2019, 2020
- Обладатель Королевского кубка Испании по мини-футболу: 2017/18, 2018/19, 2019/20
- Победитель Лиги чемпионов УЕФА по мини-футболу: 2019/20, 2021/22

Сборная Бразилии
- Чемпион мира: 2024

### Личные
- Лучший игрок в мини-футбол мира (3): 2019, 2020, 2021